# Stewie2K
Џејк „Stewie2K” Јип (енгл. Jake Yip; Сан Франциско, 7. јануар 1998)  је професионални играч игре Counter-Strike: Global Offensive и наступа за организацију Team Liquid.
Stewie2K је један од првих играча из Северне Америке који су освојили мејџор турнир.

## Приватни живот
Stewie2K је рођен у Сан Франциску 1998. године. Почео је да игра Counter-Strike 1.6 након што је видео брата како игра. 
Одрастао је са братом и сестром пошто су његови родитељи често пословно путовали у Кину. Јип је своје родитеље описао као типичне азијске родитеље који нису одобравали играње видео игара, сматрајући их губљењем времена. Желели су да он постане доктор, зубар, адвокат или нешто слично. 
Након свађе са мајком, имао је осећај да га је изневерила и одлучио је да отпутује у Лос Анђелес како би покушао да успе као професионални играч видео игара.

## Каријера
Након што се показао као добар играч, неколицина је сумњала да он читује, односно користи недозвољена средства. То је њега само више мотивисало да успе. 
Играо је у пар нижеразредних тимова, али и под вођством ветерана америчке Counter-Strike сцене под именом OCEAN. Пружао је добре партије следећих пола године. 
Као још мало познат и недовољно доказан играч, добио је понуду од организације Cloud9. Уговор је потписао свега неколико сати након свог осамнаестог рођендана. Многи се нису слагали са овом одлуком, сматрајући да Stewie2k није спреман за такву врсту одговорности.
Преко 2 године је провео у тиму, при томе освојивши ESL Pro League Season 4 Finals, DreamHack Open Denver 2017 и iBUYPOWER Masters 2017. Исписао је историју освајањем мејџора, поставши тако један од првих играча из Северне Америке којима је то пошло за руком.
Крајем марта 2018. године, напушта тим и прелази у SK Gaming. Ускоро, цео тим прелази у организацију Made in Brazil.
У децембру 2018. године прелази у Team Liquid.
У децембру 2019. године је постао први играч из Северне Америке који је зарадио преко милион долара.

## Запажени резултати
- на DreamHack Austin 2016[13]
- на SL i-League StarSeries Season 2 Finals[14]
- на DreamHack ZOWIE Open Bucharest 2016[15]
- на ESL Pro League Season 4 Finals [6]
- на ESL One Cologne 2017[16]
- на ELEAGUE CS:GO Premier 2017[17]
- на DreamHack Open Denver 2017[7]
- на iBUYPOWER Masters 2017[8]
- на ELEAGUE Major 2018[2]
- на cs_summit 2[18]
- на ESL One Belo Horizonte 2018[19]
- на ZOTAC Cup Masters 2018 Grand Finals[20]
- на FACEIT Major 2018[21]
- на BLAST Pro Series Istanbul 2018[22]
- на ECS Season 6 Finals[23]
- на iBUYPOWER Masters 2019[24]
- на BLAST Pro Series São Paulo 2019[25]
- на BLAST Pro Series Miami 2019[26]
- на IEM Sydney 2019[27]
- на DreamHack Masters Dallas 2019[28]
- на ESL Pro League Season 9 Finals[29]
- на ESL One Cologne 2019[30]
- на BLAST Pro Series Los Angeles 2019[31]
- на IEM Chicago 2019[32]
- на ESL One New York 2019[33]
- на ECS Season 8 Finals[34]
- на BLAST Pro Series Global Final 2019[35]

## Награде и признања

### МVP
- DreamHack Open Denver 2017[36]
- iBUYPOWER Masters 2017[37]